# Круглик (Хмельницкая область)
Круглик (укр. Круглик) — село в Шепетовском районе Хмельницкой области Украины.
Население по переписи 2001 года составляло 94 человека. Почтовый индекс — 30410. Телефонный код — 3840. Занимает площадь 47 км². Код КОАТУУ — 6825587002.

## Местный совет
30410, Хмельницкая обл., Шепетовский р-н, с. Рыловка